# Coquette magnifique
Lophornis magnificus
Espèce
Synonymes
- Lophornis magnifica

Statut de conservation UICN

 LC  : Préoccupation mineure
Statut CITES
La Coquette magnifique (Lophornis magnificus) est une espèce de colibris.

## Description
Avec une longueur moyenne de 6,8 cm et une masse autour de 3 g, c'est l'un des plus petits oiseaux actuels.

## Répartition
Cet oiseau est endémique du Brésil.

## Habitats
Cette espèce habite les forêts tropicales et subtropicales humides de plaines mais aussi les forêts lourdement dégradées.

Carte de répartition de l'espèce